# Gargara projecta
Gargara projecta är en insektsart som beskrevs av William D. Funkhouser 1918. Gargara projecta ingår i släktet Gargara och familjen hornstritar. Inga underarter finns listade i Catalogue of Life.